# Conophytum longum
Conophytum longum är en isörtsväxtart som beskrevs av Nicholas Edward Brown. Conophytum longum ingår i släktet Conophytum, och familjen isörtsväxter. Inga underarter finns listade i Catalogue of Life.